# فرانكي جي ألفاريز
فرانكي جي ألفاريز (بالإنجليزية: Frankie J. Alvarez)‏ هو ممثل ومؤدي أصوات أمريكي. معروف بدوره في مسلسل لوكينغ الذي عرض على شبكة هوم بوكس أوفيس.

## الأعمال
- ذا غود وايف
- القانون والنظام: الوحدة الخاصة للضحايا
- حلم ليلة منتصف الصيف
- موت بائع متجول
- يوليوس قيصر
- الصاع بالصاع

## وصلات خارجية
- فرانكي جي ألفاريز على موقع IMDb (الإنجليزية)
- فرانكي جي ألفاريز على موقع ألو سيني (الفرنسية)
- فرانكي جي ألفاريز على موقع أول موفي (الإنجليزية)
- فرانكي جي ألفاريز على موقع قاعدة بيانات الفيلم (الإنجليزية)
- فرانكي جي ألفاريز على موقع كينوبويسك (الروسية)